# Saint-Germain-des-Prés (Maine y Loira)
Saint-Germain-des-Prés es una población y comuna francesa, en la región de Países del Loira, departamento de Maine y Loira, en el distrito de Angers y cantón de Saint-Georges-sur-Loire.

## Demografía
| 848 | 761 | 792 | 981 | 1139 | 1134 |
| Para los censos de 1962 a 1999 la población legal corresponde a la población sin duplicidades (Fuente: INSEE [Consultar]) |     |     |     |      |      |